# Zakaria Haddouche
Zakaria Haddouche (Tlemcen, 19 agosto 1993) è un calciatore algerino, attaccante svincolato.

## Carriera

### Club
Ha giocato nei campionati algerino e saudita.

### Nazionale
È stato convocato per le Olimpiadi del 2016 dove ha disputato tutte e tre le partite della fase a gironi.